# Premana

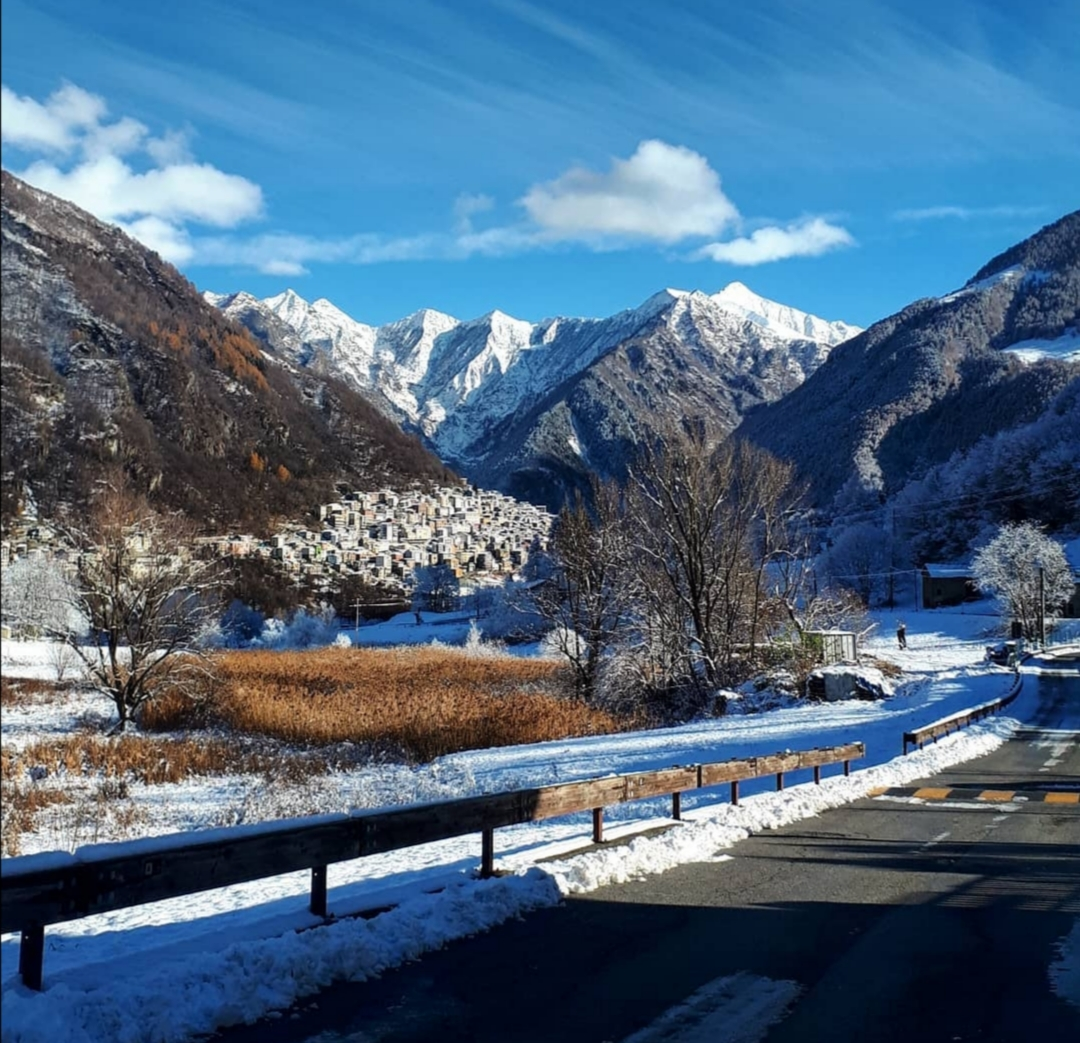
Premana aus Casargo geschaut

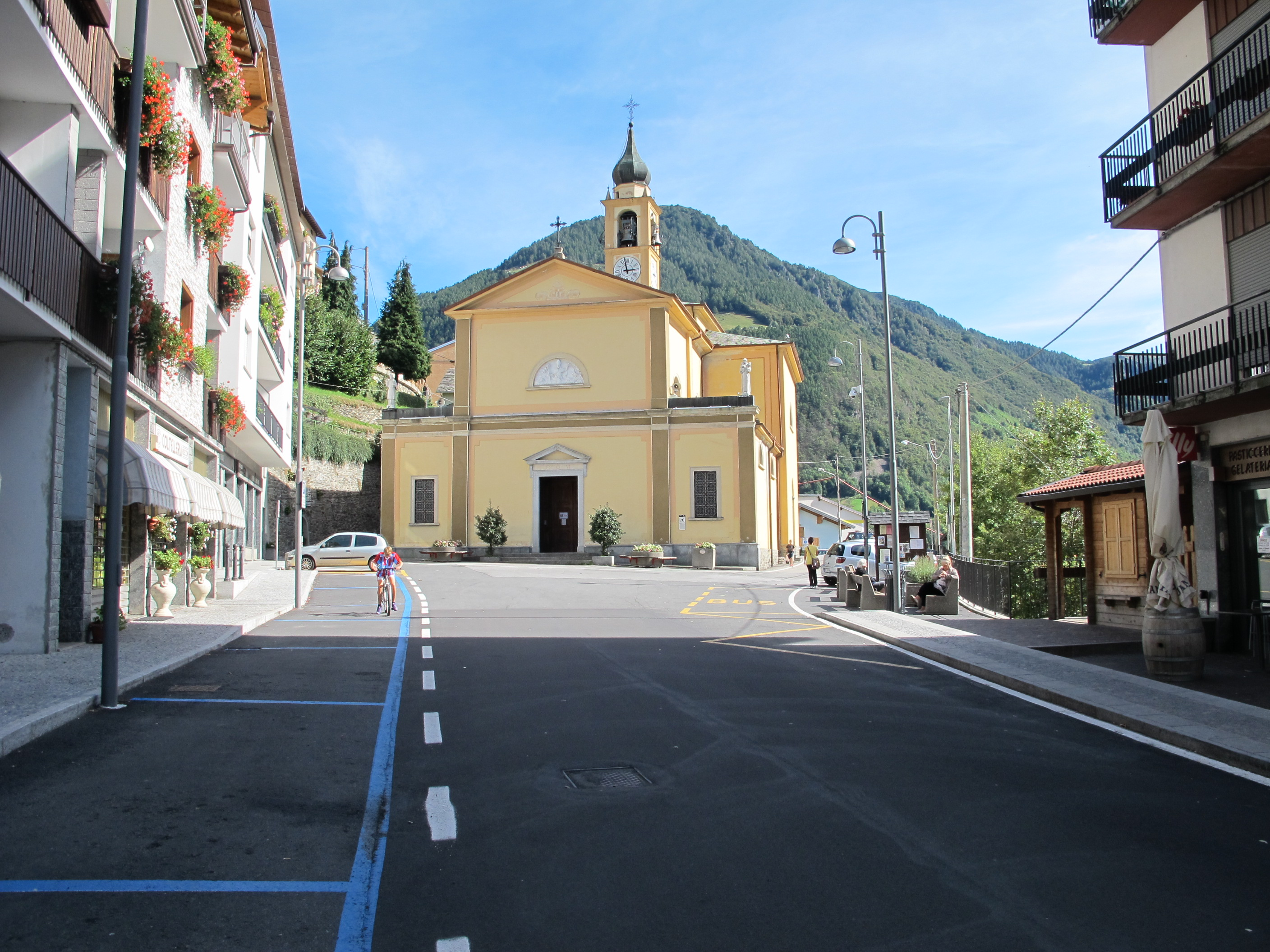
Pfarrkirche San Dionigi in Premana

Premana ist eine Gemeinde in der Provinz Lecco in der italienischen Region Lombardei mit 2169 Einwohnern (Stand 31. Dezember 2023). 
Premana hat eine lange Tradition in der Eisen- und Stahlbearbeitung und ist ein Produktionszentrum für Scheren und andere Schneidgeräte, wie beispielsweise die seit den 1980er Jahren handwerklich hergestellten, traditionellen Sicherheitsrasierer der italienischen Traditionsmarke Fatip. 

## Geographie
Premana liegt etwa 20 km nördlich der Provinzhauptstadt Lecco und 70 km nordöstlich der Millionen-Metropole Mailand. 
Die Nachbargemeinden sind Casargo, Delebio (SO), Gerola Alta (SO), Introbio, Pagnona, Pedesina (SO), Primaluna und Rogolo (SO).

## Bevölkerungsentwicklung
| Bevölkerungsentwicklung | Bevölkerungsentwicklung | Bevölkerungsentwicklung | Bevölkerungsentwicklung | Bevölkerungsentwicklung | Bevölkerungsentwicklung | Bevölkerungsentwicklung | Bevölkerungsentwicklung | Bevölkerungsentwicklung | Bevölkerungsentwicklung | Bevölkerungsentwicklung | Bevölkerungsentwicklung | Bevölkerungsentwicklung | Bevölkerungsentwicklung |
| ----------------------- | ----------------------- | ----------------------- | ----------------------- | ----------------------- | ----------------------- | ----------------------- | ----------------------- | ----------------------- | ----------------------- | ----------------------- | ----------------------- | ----------------------- | ----------------------- |
| Jahr                    | 1861                    | 1871                    | 1881                    | 1911                    | 1931                    | 1951                    | 1961                    | 1971                    | 1981                    | 1991                    | 2001                    | 2011                    | 2022                    |
| Einwohner               | 1156                    | 1238                    | 1225                    | 1251                    | 1260                    | 1514                    | 1705                    | 2064                    | 2163                    | 2166                    | 2256                    | 2288                    | 2174                    |
| Quelle: ISTAT           |                         |                         |                         |                         |                         |                         |                         |                         |                         |                         |                         |                         |                         |

## Feste & Sehenswürdigkeiten
- Kirche San Dionigi[3] und Fest des Ortspatrons Dionysius von Mailand am 25. Mai.